# Bergkloster Bestwig
Das Bergkloster Bestwig in Bestwig ist Sitz der europäischen Provinz der Schwestern der hl. Maria Magdalena Postel. Zu dem Bergkloster gehört auch das Berufskolleg Bergkloster Bestwig.

## Kloster
Der traditionelle Sitz des Generalats der deutschen Kongregation der Schwestern war Heiligenstadt im Eichsfeld. Infolge der Teilung Deutschlands wurde das Noviziat bereits 1947 nach Geseke verlegt. Angesichts der politischen Entwicklung in der DDR und weil die Verbindungen zu den Niederlassungen in Westdeutschland und in Lateinamerika sich von Heiligenstadt aus nur noch schwer aufrechterhalten ließen, erwog der Generalrat in Ordensgemeinschaften, den Sitz in den Westen Deutschlands zu verlegen. Nach dem Bau der Mauer 1961 wurde dies noch dringlicher.
Von vorneherein war geplant mit dem Kloster eine Schule zu gründen. Die Schwestern entschieden sich für Bestwig. Der damalige Paderborner Bischof Lorenz Jaeger spielte für die Ansiedlung im Sauerland eine wichtige Rolle, weil er meinte, dass es in der dortigen Schullandschaft noch Defizite gäbe. Die ursprünglich geplante Nutzung des ehemaligen Klosters Glindfeld wurde aus praktischen Gründen verworfen. Stattdessen wurden seit 1962 in Bestwig Liegenschaften unter anderem von der Familie von Lüninck erworben.
Dort begann 1965 der Bau von Schule und Kloster. Die Schwestern konnten das neue Haus 1968 beziehen. Der erste Konvent bestand aus sieben Schwestern. Heute leben dort etwa 70 Schwestern.
Der Name Bergkloster lehnt sich an den des Hauses in Heiligenstadt an. Die Klosterkirche, die der heiligen Dreifaltigkeit geweiht ist, wurde drei Jahre nach dem Einzug des Konvents geweiht. In den folgenden Jahrzehnten fanden zahlreiche An- und Umbauten an den Klostergebäuden statt.
Das Generalkapitel des Ordens beschloss 2002/2003, die ost- und westdeutsche Ordensprovinz mit der niederländischen zur europäischen Provinz zu vereinen. Deren Sitz ist Bestwig. Das Generalat der Ordensgemeinschaft befindet sich wieder in Heiligenstadt.
Das Kloster bietet vielfältige Möglichkeiten zur geistlichen Einkehr. Die Exerzitien sind offen für Frauen und Männer aller Altersgruppen.

## Berufsschule
In der angeschlossenen Berufsschule wurden im Entstehungsjahr 35 Ausbildungsplätze für Kinderkrankenschwestern und Erzieherinnen eingerichtet. Im Laufe der Jahrzehnte expandierte die Schule. Heute verfügen das Berufskolleg und die daraus hervorgegangene Bildungsakademie für Therapieberufe über eigene Gebäude.
Das Berufskolleg zählt etwa 600 Schülerinnen und Schüler. Neben den Bildungsgängen am beruflichen Gymnasium, der Fachoberschule und der Berufsfachschule werden dort v. a. Erzieherinnen und Erzieher ausgebildet. Die Ausbildung von Ergo- und Physiotherapeuten übernimmt inzwischen die eigene Bildungsakademie für Therapieberufe im Schulzentrum neben dem Kloster. Träger der Bildungsakademie sind die Schwestern der heiligen Maria Magdalena Postel und die Elisabeth-Klinik in Bigge.

## Weitere Einrichtungen
Darüber hinaus gehören zum Bergkloster die Eltern-Kind-Einrichtung Julie-Postel-Haus, eine ambulant betreute Senioren-Wohngemeinschaft und eine Praxis für Ergotherapie. Außerdem werden Kurse und Seminare angeboten. Für Teilnehmer und Urlauber steht ein Gästehaus mit rund 90 Betten zur Verfügung. Mit heute etwa 200 Beschäftigten gehört das Kloster zu den größten Arbeitgebern in Bestwig. Herz der Anlage ist die 1971 geweihte Dreifaltigkeitskirche.